# Aeródromo Lipangui
El Aeródromo Lipangui (OACI: SCTU), es un terminal aéreo ubicado cerca de Lampa, Provincia de Chacabuco, Región Metropolitana de Santiago, Chile. Es de propiedad privada.